# Christoph Drecoll

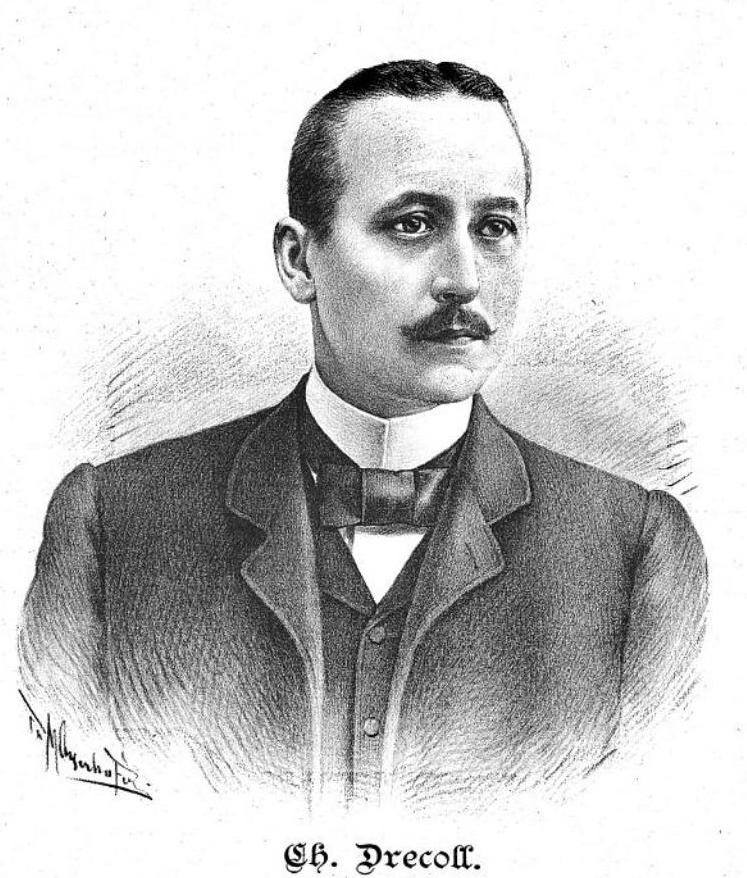
Christoph von Drecoll (1851-1939)

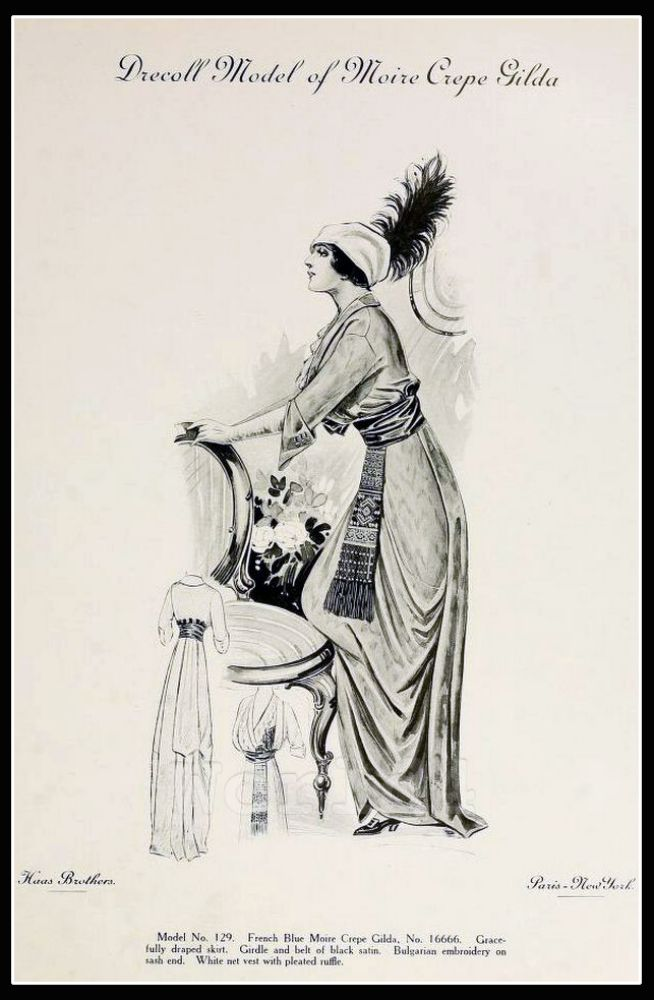
Drecoll Modell Paris, Frühling 1913

Johann Wilhelm Rudolf Christoph von Drecoll (* 21. November 1851 in Hamburg; † 17. November 1939 in Lobetal) war ein deutscher Couturier und Kostümbildner beim Film. Er erhielt am 17. April 1897 den päpstlichen Freiherrentitel sowie am 3. Januar 1898 eine Bestätigung des Titels aus Sachsen-Meiningen.

## Leben
Drecoll absolviert eine Lehre im Hamburger Modehaus Röper & Messerschmidt. Danach ging er nach Wien, wo er zunächst bei Josef Hallauer arbeitete und in den 1880er Jahren einen eigenen Salon eröffnete. Er wurde bekannt durch Bühnenkostüme, insbesondere eines, das er 1895 für das Debüt der Schauspielerin Adele Sandrock in der Rolle der Maria Stuart am Burgtheater fertigte, aber auch für Reitkostüme, unter anderem arbeitete er auch für Kaiserin Elisabeth. 1895 wurde der Wiener Salon von der holländischen Firma Kahn und Berg übernommen. Drecoll eröffnete 1905 einen Salon in Paris, der bis 1930 bestand. Weitere Niederlassungen unterhielt er in New York und Berlin.
Drecolls Stil war extravagant und der allgemeinen Mode häufig voraus. 1892 soll er angeblich den entscheidenden Impuls zum Aufkommen des Ballonärmels gegeben haben.

## Familie
Drecoll heiratete am 31. Dezember 1898 in Wien mit Wilhelmine Schreck (* 30. Dezember 1862 in Achau/Niederösterreich; † 14. November 1937). Das Paar hatte eine einzige Tochter:
- Gertrude Josepha Hermine Wilhelmine Katharina (* 28. Dezember 1900; † 27. September 1978) ⚭ 1922 Josef Schmuck